# Ẅ
Das Ẅ (kleingeschrieben ẅ) ist ein Buchstabe des lateinischen Schriftsystems. Er besteht aus einem W mit übergesetztem Trema.
Der Buchstabe ist im Afrika-Alphabet enthalten und wird zur Verschriftlichung einiger Minderheitensprachen Kameruns wie z. B. dem Ngiemboon oder der Pinyin-Sprache verwendet. Er wird überwiegend zur Darstellung des stimmhaften labiopalatalen Approximanten /⁠ɥ⁠/ verwendet, der z. B. im Französischen im Wort huit vorkommt. Das normale W wird in diesen Sprachen gesprochen wie ein englisches W.

## Darstellung auf dem Computer
Unicode enthält das Ẅ an den Codepunkten U+1E84 (Großbuchstabe) und U+1E85 (Kleinbuchstabe).
In TeX kann man das Ẅ mit den Befehlen \"W und \"w bilden.